# لوكاس ريدر
لوكاس ريدر (بالألمانية: Lukas Raeder)‏ (30 ديسمبر 1993 ألمانيا - ) هو لاعب كرة قدم ألماني، يلعب كحارس مرمى.

## روابط خارجية
- لوكاس ريدر على موقع قاعدة بيانات كرة القدم.إي يو (الإنجليزية)
- لوكاس ريدر على موقع بيانات كرة القدم. دي إي (الألمانية)
- لوكاس ريدر على موقع Soccerway.com (الإنجليزية)
- لوكاس ريدر على موقع عالم كرة القدم.نت (الإنجليزية)
- لوكاس ريدر على موقع AS.com (الإسبانية)